# ジュール・デュプレ
ジュール・デュプレ（Jules Dupré、1811年4月5日 - 1889年10月6日）はフランスの風景画家である。「バルビゾン派」を代表する画家の一人である。

## 略歴
ナントで、磁器工場の経営者の息子に生まれた。磁器の絵付け職人としてキャリアを始め、1823年にパリに出て、叔父の工場で働きながら絵を学んだ。同僚には「バルビゾン派」の画家として有名になるナルシス・ディアズ・ド・ラ・ペーニャらがいた。風景画家のルイ＝ニコラ・キャバと友人になり、絵付けの仕事をやめ風景画家をめざし、1831年のサロン・ド・パリに風景画を出展した。イギリスに渡り、有名な風景画家、ジョン・コンスタブル（1776-1837)の元で修行した。1833年にサロンで2等に入選し、アレクサンドル＝ガブリエル・ドゥカン、 コンスタン・トロワイヨン、ウジェーヌ・ラミ 、テオドール・ルソーらと友人になった。1835年にサロンに出展した作品はウジェーヌ・ドラクロワに賞賛された。
ノルマンディーやアンドルなどの風景を描き、テオドール・ルソーとバルビゾンを訪れた。
1846年に保守的なサロンの審査に反対し、審査のない独立サロンの開催を企画したが成功しなかった。
1889年にレジオンドヌール勲章コマンドゥールを受勲した。

## 作品
- "La Ferme" (1850頃)
- 「牛のいる風景」
- "The Old Oak" (1870頃)

- "La Mare aux chênes"
- 画家のポートレート(1870)
- " Petite plaine inondable"
- 夜の村の眺め